# Campionat de Catalunya de natació - 200 metres esquena
Els 200 metres esquena és una prova del Campionat de Catalunya de natació que es realitza des de la temporada 1947 en categoria masculina i 1967 en categoria femenina, organitzada per la Federació Catalana de Natació (FCN). Durant molts anys l'única prova d'esquena al Campionat de Catalunya van ser els 100 metres, instaurats a la dècada de 1920. Els 200 metres esquena van ser instaurats l'any 1947 en categoria masculina, i vint anys més tard en categoria femenina. La prova més recent en aparèixer en el calendari van ser els 50 metres esquena, nascuts l'any 1992.
El primer campió dels 200 esquena fou el canari Francisco Calamita González, del Reus Ploms, l'any 1947 amb un temps de 2:56.8. Entre 1953 i 1960 es deixà de celebrar (es disputaren els 100 metres esquena). El 1962, el nedador del Montjuïc José Antonio Molinero Varas fou el primer que guanyà amb un temps per sota dels dos minuts i mig (2:28.8). Gairebé mig segle més tard, el 2009, Aschwin Wildeboer i Faber, del Sabadell, guanyà amb un temps inferior als dos minuts per primer cop (1.59.11). La primera edició femenina es disputà l'any 1967 i fou guanyada per Maria Pau Corominas i Guerin (2:37.0). L'any 1978, la nedadora del Natació Tarraco Sílvia Fontana Solà fou la primera que guanyà baixant dels dos minuts i mig (2:28.3).
Fins a l'any 2023 els nedadors amb més campionats són, en categoria masculina, Jan Giralt Pidemont amb 8 títols, seguit de Jaume Monzó Cots amb 6 i Santiago Esteva Escoda i Jorge Sánchez Balsas amb 4; i en categoria femenina, Natàlia Torné Sánchez amb 7 títols, seguida per Àfrica Zamorano i Sanz, Maria del Carme Montero Sierra i Ivette María Tato amb 5 campionats.

## Historial

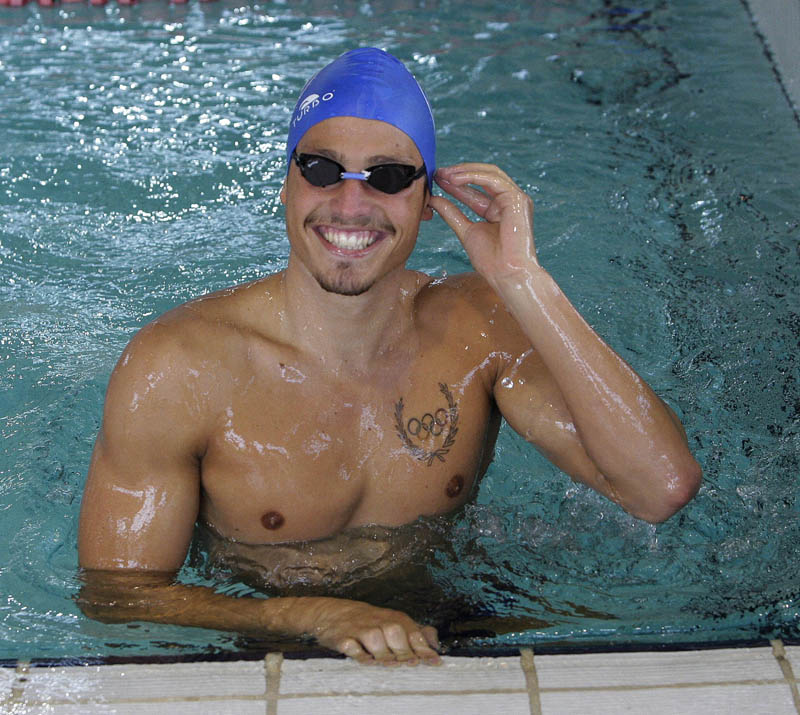
Aschwin Wildeboer fou campió l'any 2009.

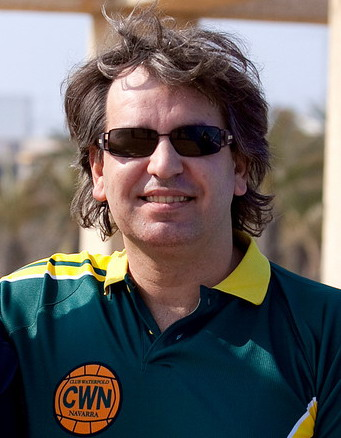
Manel Silvestre Sánchez, destacat jugador de waterpolo, guanyà el campionat de 1982.

| Edició   | Data    | Competició masculina            | Competició masculina            | Competició masculina            | Competició femenina               | Competició femenina               | Competició femenina               | refs.       |
| Edició   | Data    | Campió                          | Club                            | Temps                           | Campiona                          | Club                              | Temps                             | refs.       |
| -------- | ------- | ------------------------------- | ------------------------------- | ------------------------------- | --------------------------------- | --------------------------------- | --------------------------------- | ----------- |
| XXVIII   | 1947    | Francisco Calamita              | CN Reus Ploms                   | 2:56.8                          | la prova femenina començà el 1967 | la prova femenina començà el 1967 | la prova femenina començà el 1967 | [ 2 ] [ 3 ] |
| XXIX     | 1948    | Joan Céspedes Nogueroles        | CN Barcelona                    | 2:55.1                          | la prova femenina començà el 1967 | la prova femenina començà el 1967 | la prova femenina començà el 1967 | [ 2 ] [ 3 ] |
| XXX      | 1949    | Francisco Calamita              | CN Barcelona                    | 2:49.8                          | la prova femenina començà el 1967 | la prova femenina començà el 1967 | la prova femenina començà el 1967 | [ 2 ] [ 3 ] |
| XXXI     | 1950    | Francesc Ballbé Urdapilleta     | CN Catalunya                    | 2:50.6                          | la prova femenina començà el 1967 | la prova femenina començà el 1967 | la prova femenina començà el 1967 | [ 2 ] [ 3 ] |
| XXXII    | 1951    | Francesc Ribera Cortés          | CN Barceloneta                  | 2:52.0                          | la prova femenina començà el 1967 | la prova femenina començà el 1967 | la prova femenina començà el 1967 | [ 2 ] [ 3 ] |
| XXXIII   | 1952    | Francesc Ballbé Urdapilleta     | CN Catalunya                    | 2:50.2                          | la prova femenina començà el 1967 | la prova femenina començà el 1967 | la prova femenina començà el 1967 | [ 2 ] [ 3 ] |
| XXXIV    | 1953    | no es disputà entre 1953 i 1960 | no es disputà entre 1953 i 1960 | no es disputà entre 1953 i 1960 | la prova femenina començà el 1967 | la prova femenina començà el 1967 | la prova femenina començà el 1967 | [ 2 ] [ 3 ] |
| XXXV     | 1954    | no es disputà entre 1953 i 1960 | no es disputà entre 1953 i 1960 | no es disputà entre 1953 i 1960 | la prova femenina començà el 1967 | la prova femenina començà el 1967 | la prova femenina començà el 1967 | [ 2 ] [ 3 ] |
| XXXVI    | 1955    | no es disputà entre 1953 i 1960 | no es disputà entre 1953 i 1960 | no es disputà entre 1953 i 1960 | la prova femenina començà el 1967 | la prova femenina començà el 1967 | la prova femenina començà el 1967 | [ 2 ] [ 3 ] |
| XXXVII   | 1956    | no es disputà entre 1953 i 1960 | no es disputà entre 1953 i 1960 | no es disputà entre 1953 i 1960 | la prova femenina començà el 1967 | la prova femenina començà el 1967 | la prova femenina començà el 1967 | [ 2 ] [ 3 ] |
| XXXVIII  | 1957    | no es disputà entre 1953 i 1960 | no es disputà entre 1953 i 1960 | no es disputà entre 1953 i 1960 | la prova femenina començà el 1967 | la prova femenina començà el 1967 | la prova femenina començà el 1967 | [ 2 ] [ 3 ] |
| XXXIX    | 1958    | no es disputà entre 1953 i 1960 | no es disputà entre 1953 i 1960 | no es disputà entre 1953 i 1960 | la prova femenina començà el 1967 | la prova femenina començà el 1967 | la prova femenina començà el 1967 | [ 2 ] [ 3 ] |
| XL       | 1959    | no es disputà entre 1953 i 1960 | no es disputà entre 1953 i 1960 | no es disputà entre 1953 i 1960 | la prova femenina començà el 1967 | la prova femenina començà el 1967 | la prova femenina començà el 1967 | [ 2 ] [ 3 ] |
| XLI      | 1960    | no es disputà entre 1953 i 1960 | no es disputà entre 1953 i 1960 | no es disputà entre 1953 i 1960 | la prova femenina començà el 1967 | la prova femenina començà el 1967 | la prova femenina començà el 1967 | [ 2 ] [ 3 ] |
| XLII     | 1961    | José Antonio Molinero           | CN Montjuïc                     | 2:30.8                          | la prova femenina començà el 1967 | la prova femenina començà el 1967 | la prova femenina començà el 1967 | [ 2 ] [ 3 ] |
| XLIII    | 1962    | José Antonio Molinero           | CN Montjuïc                     | 2:28.8                          | la prova femenina començà el 1967 | la prova femenina començà el 1967 | la prova femenina començà el 1967 | [ 2 ] [ 3 ] |
| XLIV     | 1963    | Jaume Monzó Cots                | CN Montjuïc                     | 2:25.9                          | la prova femenina començà el 1967 | la prova femenina començà el 1967 | la prova femenina començà el 1967 | [ 2 ] [ 3 ] |
| XLV      | 1964    | Jaume Monzó Cots                | CN Montjuïc                     | 2:25.5                          | la prova femenina començà el 1967 | la prova femenina començà el 1967 | la prova femenina començà el 1967 | [ 2 ] [ 3 ] |
| XLVI     | 1965    | Jaume Monzó Cots                | CN Montjuïc                     | 2:23.6                          | la prova femenina començà el 1967 | la prova femenina començà el 1967 | la prova femenina començà el 1967 | [ 2 ] [ 3 ] |
| XLVII    | 1966    | Jaume Monzó Cots                | CN Montjuïc                     | 2:15.5                          | la prova femenina començà el 1967 | la prova femenina començà el 1967 | la prova femenina començà el 1967 | [ 2 ] [ 3 ] |
| XLVIII   | 1967    | Jaume Monzó Cots                | CN Montjuïc                     | 2:21.1                          | Mari Pau Corominas                | CN Sabadell                       | 2:37.0                            | [ 2 ] [ 3 ] |
| XLIX     | 1968    | Jaume Monzó Cots                | CN Montjuïc                     | 2:16.8                          | Mari Pau Corominas                | CN Sabadell                       | 2:34.9                            | [ 2 ] [ 3 ] |
| L        | 1969    | Santiago Esteva Escoda          | CN Sabadell                     | 2:14.1                          | Mari Pau Corominas                | CN Sabadell                       | 2:32.3                            | [ 2 ] [ 3 ] |
| LI       | 1970    | Santiago Esteva Escoda          | CN Sabadell                     | 2:21.5                          | Mari Pau Corominas                | CN Sabadell                       | 2:32.0                            | [ 2 ] [ 3 ] |
| LII      | 1971    | Jordi Comas                     | CN Sabadell                     | 2:21.1                          | Anna Victòria Alqueza             | CN Barcelona                      | 2:42.5                            | [ 2 ] [ 3 ] |
| LIII     | 1972    | Jordi Nobel                     | CN Barcelona                    | 2:20.5                          | Anna Victòria Alqueza             | CN Barcelona                      | 2:39.2                            | [ 2 ] [ 3 ] |
| LIV      | 1973    | Santiago Esteva Escoda          | Reus Deportiu                   | 2:17.8                          | Maria Neus Panadell               | CN Manresa                        | 2:37.5                            | [ 2 ] [ 3 ] |
| LV       | 1974    | Santiago Esteva Escoda          | CN Sabadell                     | 2:16.1                          | Sílvia Fontana Solà               | CN Tarraco                        | 2:33.4                            | [ 2 ] [ 3 ] |
| LVI      | 1975    | Florentino Villà Hdez.          | CN Montjuïc                     | 2:21.0                          | Mercè Pallarès Pérez              | CN Montjuïc                       | 2:32.9                            | [ 2 ] [ 3 ] |
| LVII     | 1976    | Antoni Bret                     | CN Manresa                      | 2:17.6                          | M. Carme Montero Sierra           | CN Sant Adrià                     | 2:33.0                            | [ 2 ] [ 3 ] |
| LVIII    | 1977    | Josep Elias Pardo               | CN Sabadell                     | 2:18.5                          | M. Carme Montero Sierra           | CN Sant Adrià                     | 2:33.2                            | [ 2 ] [ 3 ] |
| LIX      | 1978    | Fernando Cuervo                 | CN Barcelona                    | 2:16.7                          | Sílvia Fontana Solà               | CN Tarraco                        | 2:28.3                            | [ 2 ] [ 3 ] |
| LX       | 1979    | Gabriel Vignes Salmerón         | AE Sarrià                       | 2:17.4                          | M. Carme Montero Sierra           | CN Sant Andreu                    | 2:32.5                            | [ 2 ] [ 3 ] |
| LXI      | 1980    | Marc Tortosa Ferrer             | CN Tarraco                      | 2:16.1                          | Carme Garcia Fabón                | CN Barcelona                      | 2:36.1                            | [ 2 ] [ 3 ] |
| LXII     | 1981    | Fernando Cuervo                 | CN Tarraco                      | 2:18.20                         | Maria Àngels Domingo              | CN Sant Andreu                    | 2:32.35                           | [ 2 ] [ 3 ] |
| LXIII    | 1982    | Manel Silvestre Sánchez         | CN Montjuïc                     | 2:16.4                          | M. Carme Montero Sierra           | CN Sant Andreu                    | 2:32.5                            | [ 2 ] [ 3 ] |
| LXIV     | 1983    | Oriol Barrufet Carrera          | CN Sant Andreu                  | 2:15.1                          | M. Carme Montero Sierra           | CN Sant Adrià                     | 2:29.4                            | [ 2 ] [ 3 ] |
| LXV      | 1984    | Jordi Erra Noguera              | CN Premià                       | 2:15.3                          | Núria Casadesús Sarabia           | CN Sabadell                       | 2:29.88                           | [ 2 ] [ 3 ] |
| LXVI     | 1985    | Jordi Erra Noguera              | CN Premià                       | 2:10.85                         | Susanna Pagès Segura              | CN Sant Andreu                    | 2:31.61                           | [ 2 ] [ 3 ] |
| LXVII    | 1986    | Jordi Erra Noguera              | CN Premià                       | 3:12.27                         | Silvia Enseñat Fdez.              | CN Sant Adrià                     | 2:29.04                           | [ 2 ] [ 3 ] |
| LXVIII   | 1986-87 | Martín López-Zubero             | CN Barcelona                    | 2:09.36                         | Silvia Enseñat Fdez.              | CN Sant Adrià                     | 2:27.64                           | [ 2 ] [ 3 ] |
| LXIX     | 1987-88 | Martín López-Zubero             | CN Barcelona                    | 2:04.74                         | Silvia Enseñat Fdez.              | CN Sant Adrià                     | 2:25.62                           | [ 2 ] [ 3 ] |
| LXX      | 1988-89 | Carles Ventosa Delmàs           | CN Barcelona                    | 2:06.39                         | Mireia Martí                      | CN Barcelona                      | 2:27.01                           | [ 2 ] [ 3 ] |
| LXXI     | 1989-90 | Carles Ventosa Delmàs           | CN Barcelona                    | 2:06.38                         | Mireia Martí                      | CN Barcelona                      | 2:24.94                           | [ 2 ] [ 3 ] |
| LXXII    | 1990-91 | Esteve Comamala                 | CN Olot                         | 2:07.41                         | Cristina Rey Cerpa                | CN Terrassa                       | 2:21.33                           | [ 2 ] [ 3 ] |
| LXXIII   | 1991-92 | Esteve Comamala                 | CN Olot                         | 2:08.05                         | Ivette María Tato                 | AE Júpiter                        | 2:22.00                           | [ 2 ] [ 3 ] |
| LXXIV    | 1992-93 | Jorge Pérez Salinas             | CE Mediterrani                  | 2:08.15                         | Sarais Vicaria Barneda            | CN Catalunya                      | 2:20.63                           | [ 2 ] [ 3 ] |
| LXXV     | 1993-94 | César Gutiérrez Merchán         | CE Mediterrani                  | 2:09.54                         | Ivette María Tato                 | CN Catalunya                      | 2:19.86                           | [ 2 ] [ 3 ] |
| LXXVI    | 1994-95 | Adolf Coll Gil                  | CN Catalunya                    | 2:09.13                         | Ivette María Tato                 | CN Catalunya                      | 2:18.06                           | [ 2 ] [ 3 ] |
| LXXVII   | 1995-96 | Jorge Pérez Salinas             | CE Mediterrani                  | 2:08.47                         | Anna Ros Olivas                   | CN Terrassa                       | 2:21.91                           | [ 2 ] [ 3 ] |
| LXXVIII  | 1996-97 | Saúl Sanz Ortega                | CN Catalunya                    | 2:09.10                         | Núria Castelló                    | CN Sabadell                       | 2:21.89                           | [ 2 ] [ 3 ] |
| LXXIX    | 1997-98 | Jorge Sánchez Balsas            | CN Sabadell                     | 2:03.85                         | Ivette María Tato                 | CN Catalunya                      | 2:18.28                           | [ 2 ] [ 3 ] |
| LXXX     | 1998-99 | Albert Martínez Flores          | CN Montjuïc                     | 2:10.63                         | Ivette María Tato                 | CN Catalunya                      | 2:19.78                           | [ 2 ] [ 3 ] |
| LXXXI    | 1999-00 | Enrique Martinez                | CE Mediterrani                  | 2:08.37                         | Diana Comas Iglesias              | CE Mediterrani                    | 2:22.42                           | [ 2 ] [ 3 ] |
| LXXXII   | 2000-01 | Teo Edo Farré                   | CN Hospitalet                   | 2:08.51                         | Diana Comas Iglesias              | CE Mediterrani                    | 2:23.12                           | [ 2 ] [ 3 ] |
| LXXXIII  | 2001-02 | Jorge Sánchez Balsas            | CN Sabadell                     | 2:02.60                         | Diana Comas Iglesias              | CE Mediterrani                    | 2:23.12                           | [ 2 ] [ 3 ] |
| LXXXIV   | 2002-03 | Jorge Sánchez Balsas            | CN Sabadell                     | 2:02.28                         | Diana Comas Iglesias              | CE Mediterrani                    | 2:22.83                           | [ 2 ] [ 3 ] |
| LXXXV    | 2003-04 | Jorge Sánchez Balsas            | CN Sabadell                     | 2:00.67                         | Maria Àngels Bardina              | CN Sant Andreu                    | 2:19.78                           | [ 2 ] [ 3 ] |
| LXXXVI   | 2004-05 | Oriol Oliva Ruiz                | CN Sant Andreu                  | 2:06.67                         | Natàlia Torné Sánchez             | CN Poble Nou                      | 2:21.00                           | [ 2 ] [ 3 ] |
| LXXXVII  | 2005-06 | Albert Medrano Arjona           | CN Sabadell                     | 2:07.09                         | Natàlia Torné Sánchez             | CN Barcelona                      | 2:19.97                           | [ 2 ] [ 3 ] |
| LXXXVIII | 2006-07 | Juan Miguel Rando               | CN Sant Andreu                  | 2:08.09                         | Natàlia Torné Sánchez             | CN Barcelona                      | 2:18.65                           | [ 2 ] [ 3 ] |
| LXXXIX   | 2007-08 | Joaquín Belza                   | CN Sant Andreu                  | 2:07.35                         | Natàlia Torné Sánchez             | CN Barcelona                      | 2:20.20                           | [ 2 ] [ 3 ] |
| XC       | 2008-09 | Aschwin Wildeboer               | CN Sabadell                     | 1.59.11                         | Natàlia Torné Sánchez             | CN Mataró                         | 2:15.23                           | [ 2 ] [ 3 ] |
| XCI      | 2009-10 | Àlex Vera Gómez                 | GEIEG                           | 2:06.63                         | Sònia Pérez Arau                  | CN Sant Andreu                    | 2:18.12                           | [ 2 ] [ 3 ] |
| XCII     | 2010-11 | Joan Ortega Martínez            | CE Mediterrani                  | 2:08.62                         | Natàlia Torné Sánchez             | CN Mataró                         | 2:19.06                           | [ 2 ] [ 3 ] |
| XCIII    | 2011-12 | J.G. Jasinski Grzegorz          | CN Terrassa                     | 2:07.69                         | Lydia Morant Varó                 | CN Sabadell                       | 2:14.79                           | [ 2 ] [ 3 ] |
| XCIV     | 2012-13 | Jan Giralt Pidemont             | CN Sant Andreu                  | 2:09.12                         | Natàlia Torné Sánchez             | CN Mataró                         | 2:17.55                           | [ 2 ] [ 3 ] |
| XCV      | 2013-14 | Jan Giralt Pidemont             | CN Sant Andreu                  | 2:06.59                         | Àfrica Zamorano                   | CN Sant Andreu                    | 2:16.83                           | [ 2 ] [ 3 ] |
| XCVI     | 2014-15 | Jan Giralt Pidemont             | CN Sant Andreu                  | 2:05.53                         | Àfrica Zamorano                   | CN Sant Andreu                    | 2:16.50                           | [ 2 ] [ 3 ] |
| XCVII    | 2015-16 | Jan Giralt Pidemont             | CN Sant Andreu                  | 2:02.22                         | Àfrica Zamorano                   | CN Sant Andreu                    | 2:14.28                           | [ 2 ] [ 3 ] |
| XCVIII   | 2016-17 | Jan Giralt Pidemont             | CN Sant Andreu                  | 2:03.90                         | Àfrica Zamorano                   | CN Sant Andreu                    | 2:14.95                           | [ 2 ] [ 3 ] |
| XCIX     | 2017-18 | Jan Giralt Pidemont             | CN Mataró                       | 2:03.83                         | Andrea Feng Prades                | CE Mediterrani                    | 2:19.46                           | [ 2 ] [ 3 ] |
| C        | 2018-19 | Jan Giralt Pidemont             | CN Mataró                       | 2:01.86                         | Àfrica Zamorano                   | CN Sant Andreu                    | 2:13.84                           | [ 2 ] [ 3 ] |
| CI       | 2019-20 | Jan Giralt Pidemont             | CN Mataró                       | 2:03.87                         | Cristina Garcia Kirichenko        | CN Terrassa                       | 2:15.64                           | [ 2 ] [ 3 ] |
| CII      | 2020-21 | Diego Mira Albaladejo           | CN Sabadell                     | 2:03.13                         | Emma Carrasco Cadens              | CE INEF Lleida                    | 2:18.99                           | [ 2 ] [ 3 ] |
| CIII     | 2021-22 | Joan Lluís Pons                 | CN Sant Andreu                  | 2:07.97                         | Cristina Garcia Kirichenko        | CN Sabadell                       | 2:18.10                           | [ 2 ] [ 3 ] |
| CIV      | 2022-23 | Diego Mira Albaladejo           | CN Sabadell                     | 2:02.44                         | Júlia Pujadas Rusiñol             | CN Sant Andreu                    | 2:17.88                           | [ 2 ] [ 3 ] |